# 3-я пехотная дивизия (Болгария)
3-я Балканская пехотная дивизия (болг. Трета пехотна Балканска дивизия) — воинское соединение болгарской армии, участвовавшее в Первой балканской, Второй балканской, Первой мировой и Второй мировой войнах.

## Формирование
3-я дивизия ведёт свою историю от Восточнорумелийской милиции, созданной в 1879 г. и состоявшей из 12 батальонов. После присоединения Восточной Румелии к Болгарии в 1885 г. батальоны были сведены в четыре полка (9-й, 10-й, 11-й, 12-й), объединенных в две бригады (5-ю и 6-ю). В 1889 г. на их основе были развёрнуты четыре новых полка (21-й, 22-й, 23-й, 24-й).
В 1891 г. 6-я бригада была переформирована в 3-ю Балканскую пехотную дивизию со штабом в Сливене. В неё вошли 11-й Сливенский (Сливен), 12-й Балканский (Стара-Загора), 23-й Шипченский (Казанлык) и 24-й Черноморский (Бургас)пехотные полки. В её дивизионный район вошёл район на севере и западе Болгарской Фракии, прилегающий к Балканским горам (отсюда название дивизии) и Чёрному морю.
В 1904 г. западная часть района 3-й дивизии отошла к вновь сформированной 8-й Тунджанской дивизии. При этом в 8-ю дивизию были переданы 12-й и 23-й полки. Вместо них в дивизию вошли переформированные из 5-го и 8-го резервных полков 29-й (Ямбол, позднее Елхово) и 32-й (Нова-Загора) пехотные полки.
После сформирования в Болгарии в 1907 г. военно-инспекционных областей 3-я дивизия наряду с 2-й и 8-й вошла в состав 2-й военно-инспекционной области, охватившей всю территорию бывшей Восточной Румелии.
На 1907 г. структура дивизии была следующей:
- 1-я бригада (Сливен)
  - 11-й Сливенский пехотный полк (Сливен)
  - 32-й Загорский пехотный полк (Нова-Загора)
- 2-я бригада (Ямбол)
  - 24-й Черноморский пехотный полк (Бургас)
  - 29-й Ямболский полк (Елхово)

## Первая Балканская война (1912—1913)
Во время Первой Балканской войны (1912—1913) дивизия подчинялась командованию 1-й армии и находилась в следующем составе:
- Начальник дивизии — генерал-майор Иван Сарафов
- Начальник штаба — генерального штаба подполковник Христо Бурмов
- Дивизионный инженер — капитан Борис Тихчев
- Дивизионный врач — подполковник Янко Димов
- Дивизионный интендант — подполковник Атанас Иванов
- 1-я бригада — полковник Иван Паскалев
  - 11-й Сливенский пехотный полк — полковник Христо Семерджиев
  - 24-й Черноморский пехотный полк — полковник Христо Недялков
- 2-я бригада — полковник Никола Рибаров
  - 29-й Ямболский пехотный полк — полковник Крыстю Златарев
  - 32-й Загорский пехотный полк — полковник Петр Балевски
- 3-я бригада — генерал-майор Стефан Тепавичаров
  - 41-й пехотный полк — полковник Стоян Филипов
  - 42-й пехотный полк — полковник Тилю Колев
- 3-й пионерный батальон — подполковник Димитр Сиромахов
- 6-й скорострельный артиллерийский полк — полковник Петр Вариклечков
- 6-й нескорострельный артиллерийский полк — полковник Радослав Каменов

Во время Лозенградской операции 3-я дивизия сдерживала попытки турок наступать на правом фланге болгар при Муратчали — Каяпа, что дало возможность для наступления основным силам болгар на Лозенград.
В ходе Чаталджинской операции дивизия находилась на левом фланге болгарских сил и должна была нанести основной удар против турецких оборонительных линий. Поздно вечером первого дня 29-й полк сумел овладеть укреплением Илеритабия, но болгарское командование не получило об этом своевременной информации и на следующее утро укрепление подверглось обстрелу как турецкой, так и болгарской артиллерий. В середине следующего дня 29-й полк отступил от Илеритабия, понеся тяжёлые потери.

## Первая мировая война (1915—1918)
Во время Первой мировой войны (1915—1918) дивизия входила в состав 2-й армии и имела следующий состав:
- Начальник дивизии — генерал-майор Никола Рибаров
- Начальник штаба — генерального штаба подполковник Марко Андреев
- Дивизионный инженер и командир на 3-го пионерного батальона — майор Борис Тихчев
- Дивизионный врач — полковник Янко Димов
- Дивизионный интендант — подполковник Константин Гочев
- 3-й эскадрон — ротмистр Никола Каракулаков
- 1-я бригада — генерального штаба полковник Алекси Попов
- Начальник штаба 1-й бригады — генерального штаба майор Иван Кирпиков
  - 11-й Сливенский пехотный полк — подполковник Никола Христов
  - 24-й Черноморский пехотный полк — подполковник Никола Писаров
- 2-я бригада — полковник Георги Бошнаков
- Начальник штаба бригады — генерального штаба капитан Асен Буков
  - 29-й Ямболский пехотный полк — полковник Лазар Лазаров
  - 32-й Загорский пехотный полк — полковник Стефан Йосифов
- 3-я бригада — генерал-майор Никола Петров
- Начальник штаба бригады — генерального штаба майор Стефан Хумбаджиев
  - 45-й Чеганский пехотный полк — подполковник Константин Йорданов
  - 46-й Добричский пезотный полк — подполковник Миньо Абаджиев
- 3-я артиллерийская бригада — полковник Иван Пройнов
  - 6-й артиллерийский полк — полковник Георги Тодоров
  - 16-й артиллерийский полк — подполковник Георги Попов
  - 3-е нескорострельное артиллерийское отделение — майор Георги Ганев
- 3-й ополченческий полк (придан дивизии) — полковник П. Хаджиев

Первый успех дивизии в войне против Сербии выпал на долю 29-го полка. 3 октября 1915 г. он вышел в долину Моравы в район станции Вране. Дорога Ниш—Салоники, которая связывала сербов с силами Антанты в Македонии, был прерван. 4 октября 1915 г. 29-й полк взял город Вране.
Остальные силы 3-й дивизии наступали в Вардарской Македонии, находясь на правом фланге 2-й армии. Они продвигались в направлении Крива-Паланка — Страцин — Куманово — Скопье. 3 октября 1915 г. была взята Крива-Паланка. 5—6 октомври 1915 г. шли бои за Страцин. 7 октября 1915 г. было взято Куманово. Оттуда открывалась дорога на Скопье. 9 октября 24-й полк после боя с сербами вошёл в Скопье.
С 22 по 26 октября 1915 г. 3-я дивизия наступала по Лесковскому полю в долине Морава.
3 ноября 1915 г. 11-й полк занял Тетово.
Начальник дивизии генерал Рибаров внес решающий вклад в победу над сербами на Косовом поле в ноябре 1915 г. 16 ноября 1915 г. 3-я дивизия нанесла сокрушительное поражение сербам у Призрена. Тут 29-й полк захватил экипаж короля Петра. После победы при Призрене 3-я дивизия преследовала отступавшие сербские войска. 21 ноября 1915 г. был взят город Джяковица. Этим завершилась Косовская операция болгарской армии. 3-я дивизия осталась в Косове на зимних квартирах и вошла в состав 3-й австро-венгерской армии.
В начале 1916 г. дивизия была переброшена из Косово в Македонию и встала на квартиры в районе Скопье.
На 1 июля 1916 г. в 3-й дивизии числилось 532 офицера и 42 197 рядовых. В августе 1916 г. 3-я дивизия в составе 1-й армии участвовала в наступлении в Эгейской Македонии (Чеганская операция), совершив демонстрационное наступление в Меглен. Активность дивизии приковала к фронту сербскую Шумадийскую дивизию.
С 15 по 30 сентября 1916 г. 11-й полк участвовал в кровавом сражении на вершине Каймакчалана в горах Нидже.
В апреле 1917 г. в состав дивизии вошла 1-я бригада 8-й дивизии, которая приняла участок обороны на Добром поле. В сентябре 1918 г. позиции дивизии на Добро поле были прорваны. 29-й и 32-й полки, несмотря на героическое сопротивление, не смогли остановить наступление союзников. Началось отступление дивизии на территорию Болгарии. Части разбитых полков дивизии приняли участие в Владайском восстании.